# Stufengebet

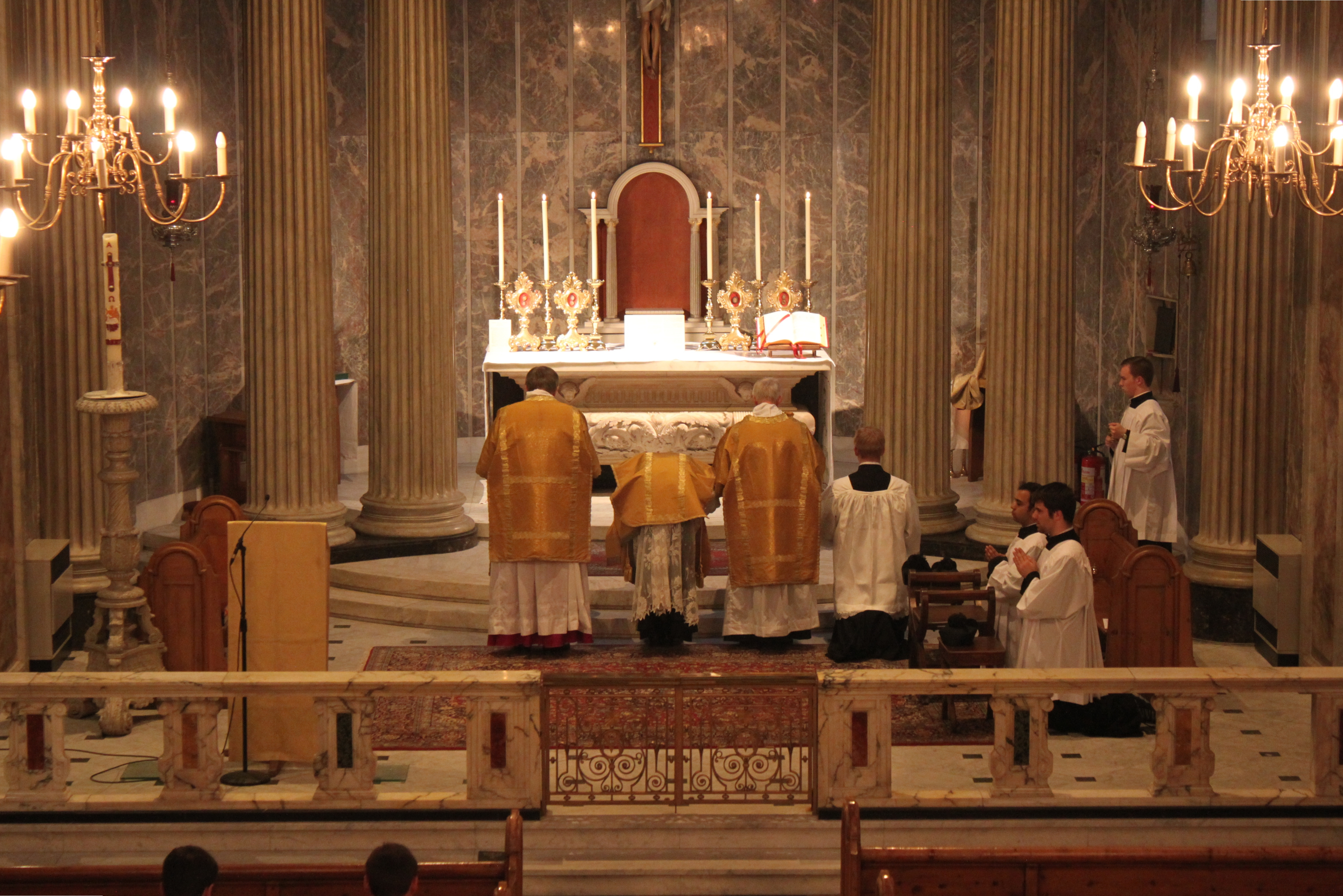
Stufengebet bei einem Levitenamt in der heiligen Messe nach der Liturgie von 1962

Das Stufengebet (oder Staffelgebet) war in der römisch-katholischen Kirche der erste Teil der Heiligen Messe nach dem Einzug.  Mit der Liturgiereform des Zweiten Vatikanischen Konzils entfiel der Ritus. In Gruppen, die die heilige Messe nach der Liturgie von 1962 feiern, wird er bis heute praktiziert. Das Stufengebet wurde in lateinischer Sprache halblaut im Wechsel zwischen Priester und Ministranten, im Levitenamt zwischen Priester, Diakon und Subdiakon gesprochen.

## Ablauf und Aufbau
Der Ausdruck Stufengebet bezieht sich darauf, dass der Ritus mittig vor den Stufen des Altars, zum Altar gewandt, vollzogen wird. Kleriker sprechen die Gebete stehend, Ministranten kniend. Im Choralamt singt die Choralschola gleichzeitig zum Stufengebet den Introitus, in der Betsingmesse sang die Gemeinde ein Eingangslied.
In der Missa lecta trägt der Priester beim Einzug in die Kirche den mit dem Kelchvelum bedeckten Kelch. Beim Erreichen der untersten Stufe des Altares bleibt er kurz stehen, übergibt das Birett dem Ministranten, verneigt sich oder macht eine Kniebeuge und ersteigt die Stufen, um den Kelch auf den Altar zu stellen. Daraufhin steigt er die Stufen wieder hinab und betet das Stufengebet. In der Missa solemnis steht der Kelch auf der Kredenz bereit, so dass der Priester ihn beim Einzug nicht mitführt und ihn nicht auf den Altar stellen muss. Somit bleiben Priester und Leviten am Ende des Einzugs an der untersten Stufe zum Altar stehen, legen die Birette ab, verneigen sich oder machen eine Kniebeuge und beginnen mit dem Stufengebet.
Nach dem Kreuzzeichen folgt ein Psalm (Iudica me, Psalm 43  (42)), eingerahmt von der Antiphon Introibo ad altare Dei; der Psalm entfällt in Messen für Verstorbene und in der Passionszeit, nicht aber die Antiphon. Es schließt sich das wechselseitige Schuldbekenntnis (Confiteor) an, das in gebeugter Haltung gesprochen wird. Nach der ebenfalls wechselseitigen Bitte um Vergebung und einigen Versikeln, endend mit Dominus vobiscum,  tritt der Priester mit dem Gebet Aufer a nobis zum Altar und küsst den Altar. In der Missa solemnis erfolgt jetzt die Inzens des Altares. Dann eröffnet der Priester mit der Rezitation des Introitus die Vormesse. 
In anderen Riten, wie im Dominikanischen Ritus, fiel der Psalm Iudica me weg, und das Confiteor hatte einen anderen Wortlaut. Im Bistum Eichstätt wurden dem Confiteor noch die Diözesanheiligen Willibald und Walburga zwischen dem Anruf an die Apostel und „alle Heiligen“ beigefügt.

## Text
| Lateinisch | Deutsch |
| --- | --- |
| Sacerdos: In nomine Patris et Filii, et Spiritus Sancti. Amen. Introibo ad altare Dei. | Priester: Im Namen des Vaters und des Sohnes und des Heiligen Geistes. Amen. Zum Altare Gottes will ich treten. |
| Ministri: Ad Deum, qui laetificat juventutem meam. | Messdiener: Zu Gott, der mich erfreut von Jugend auf. |
| Sacerdos: Judica me, Deus, et discerne causam meam de gente non sancta: ab homine iniquo et doloso erue me. | Priester: Schaff Recht mir, Gott, und führe meine Sache gegen ein unheiliges Volk; von frevelhaften, falschen Menschen rette mich. |
| Ministri: Quia tu es, Deus, fortitudo mea; quare me repulisti, et quare tristis incedo, dum affligit me inimicus? | Messdiener: Gott, Du bist meine Stärke. Warum denn willst Du mich verstoßen? Was muss ich traurig gehen, weil mich der Feind bedrängt? |
| Sacerdos: Emitte lucem tuam et veritatem tuam: ipsa me deduxerunt, et adduxerunt in montem sanctum tuum et in tabernacula tua. | Priester: Send mir Dein Licht und Deine Wahrheit, dass sie zu Deinem heiligen Berg mich leiten und mich führen in Dein Zelt. |
| Ministri: Et introibo ad altare Dei: ad Deum, qui laetificat juventutem meam. | Messdiener: Dort darf ich zum Altare Gottes treten, zu Gott, Der mich erfreut von Jugend auf. |
| Sacerdos: Confitebor tibi in cithara, Deus, Deus meus: quare tristis es, anima mea, et quare conturbas me? | Priester: Dann will ich Dich mit Harfenspiel lobpreisen, Gott, mein Gott. Wie kannst Du da noch trauern, meine Seele, wie mich mit Kummer quälen? |
| Ministri: Spera in Deo, quoniam adhuc confitebor illi: salutare vultus mei, et Deus meus. | Messdiener: Vertrau auf Gott, ich darf Ihn wieder preisen; Er bleibt mein Heiland und mein Gott. |
| Sacerdos: Gloria Patri, et Filio, et Spiritui Sancto. | Priester: Ehre sei dem Vater und dem Sohne und dem Heiligen Geiste. |
| Ministri: Sicut erat in principio, et nunc, et semper: et in saecula saeculorum. Amen. | Messdiener: Wie es war im Anfang, so auch jetzt und allezeit und in Ewigkeit. Amen. |
| Sacerdos: Introibo ad altare Dei. | Priester: Zum Altare Gottes will ich treten. |
| Ministri: Ad Deum, qui laetificat juventutem meam. | Messdiener: Zu Gott, Der mich erfreut von Jugend auf. |
| Sacerdos: Adjutorium nostrum in nomine Domini. | Priester: Unsere Hilfe ist im Namen des Herrn. |
| Ministri: Qui fecit caelum et terram. | Messdiener: Der Himmel und Erde erschaffen hat. |
| Sacerdos: Confiteor Deo omnipotenti, beatae Mariae semper Virgini, beato Michaeli Archangelo, beato Joanni Baptistae, sanctis Apostolis Petro et Paulo, omnibus Sanctis, et vobis fratres: quia peccavi nimis cogitatione, verbo et opere: mea culpa, mea culpa, mea maxima culpa. Ideo precor beatam Mariam semper Virginem, beatum Michaelem Archangelum, beatum Joannem Baptistam, sanctos Apostolos Petrum et Paulum, omnes Sanctos, et vos, fratres, orare pro me ad Dominum, Deum nostrum. | Priester: Ich bekenne Gott dem Allmächtigen, der seligen, allzeit reinen Jungfrau Maria, dem heiligen Erzengel Michael, dem heiligen Johannes dem Täufer, den heiligen Aposteln Petrus und Paulus, allen Heiligen und euch, Brüder, dass ich viel gesündigt habe in Gedanken, Worten und Werken: durch meine Schuld, durch meine Schuld, durch meine übergroße Schuld. Darum bitte ich die selige, allzeit reine Jungfrau Maria, den heiligen Erzengel Michael, den heiligen Johannes den Täufer, die heiligen Apostel Petrus und Paulus, alle Heiligen und euch, Brüder, für mich zu beten bei Gott, unserem Herrn. |
| Ministri: Misereatur tui omnipotens Deus, et dimissis peccatis tuis, perducat te ad vitam aeternam. | Messdiener: Der allmächtige Gott erbarme Sich deiner. Er lasse dir die Sünden nach und führe dich zum ewigen Leben. |
| Sacerdos: Amen. | Priester: Amen. |
| Ministri: Confiteor Deo omnipotenti, beatae Mariae semper Virgini, beato Michaeli Archangelo, beato Joanni Baptistae, sanctis Apostolis Petro et Paulo, omnibus Sanctis, et tibi pater: quia peccavi nimis cogitatione, verbo et opere: mea culpa, mea culpa, mea maxima culpa. Ideo precor beatam Mariam semper Virginem, beatum Michaelem Archangelum, beatum Joannem Baptistam, sanctos Apostolos Petrum et Paulum, omnes Sanctos, et te, pater, orare pro me ad Dominum, Deum nostrum.       | Messdiener: Ich bekenne Gott dem Allmächtigen, der seligen, allzeit reinen Jungfrau Maria, dem heiligen Erzengel Michael, dem heiligen Johannes dem Täufer, den heiligen Aposteln Petrus und Paulus, allen Heiligen und dir, Vater, dass ich viel gesündigt habe in Gedanken, Worten und Werken: durch meine Schuld, durch meine Schuld, durch meine übergroße Schuld. Darum bitte ich die selige, allzeit reine Jungfrau Maria, den heiligen Erzengel Michael, den heiligen Johannes den Täufer, die heiligen Apostel Petrus und Paulus, alle Heiligen und dich, Vater, für mich zu beten bei Gott, unserem Herrn.  |
| Sacerdos: Misereatur vestri omnipotens Deus, et dimissis peccatis vestris, perducat vos ad vitam aeternam. | Priester: Der allmächtige Gott erbarme Sich euer. Er lasse euch die Sünden nach und führe euch zum ewigen Leben. |
| Ministri: Amen. | Messdiener: Amen. |
| Sacerdos: Indulgentiam, absolutionem et remissionem peccatorum nostrorum tribuat nobis omnipotens et misericors Dominus. | Priester: Nachlass, Vergebung und Verzeihung unserer Sünden schenke uns der allmächtige und barmherzige Herr. |
| Ministri: Amen. | Messdiener: Amen. |
| Sacerdos: Deus, tu conversus vivificabis nos. | Priester: Gott, wende Dich zu uns und gib uns neues Leben. |
| Ministri: Et plebs tua laetabitur in te. | Messdiener: Dann wird Dein Volk in Dir sich freuen. |
| Sacerdos: Ostende nobis, Domine, misericordiam tuam. | Priester: Erzeige, Herr, uns Deine Huld. |
| Ministri: Et salutare tuum da nobis. | Messdiener: Und schenke uns Dein Heil. |
| Sacerdos: Domine, exaudi orationem meam. | Priester: Herr, erhöre mein Gebet. |
| Ministri: Et clamor meus ad te veniat. | Messdiener: Und lass mein Rufen zu Dir kommen. |
| Sacerdos: Dominus vobiscum. | Priester: Der Herr sei mit euch. |
| Ministri: Et cum spiritu tuo. | Messdiener: Und mit deinem Geiste. |
| Ascendens ad altare: Sacerdos: Oremus. Aufer a nobis, quaesumus, Domine, iniquitates nostras: ut ad Sancta sanctorum puris mereamur mentibus introire. Per Christum, Dominum nostrum. Amen | Zum Altar aufsteigend: Priester: Lasset uns beten. Herr, wir bitten Dich: nimm unsere Sünden von uns weg und lass uns mit reiner Seele ins Allerheiligste eingehen. Durch Christus, unseren Herrn, Amen. |
| Continuens: Sacerdos: Oramus te, Domine, per merita Sanctorum tuorum, quorum reliquiae hic sunt, et omnium Sanctorum: ut indulgere digneris omnia peccata mea. Amen. | Fortfahrend: Priester: Herr, wir bitten Dich: Durch die Verdienste Deiner Heiligen, deren Reliquien hier ruhen, sowie aller Heiligen, verzeih mir gnädig alle Sünden. Amen. |